# ムガム
ムガム（アゼルバイジャン語: Muğam）はアゼルバイジャンの民族音楽の1種で、タスニフやアシュグと比較される。ムガムはマカームで書かれる、古典詩と特定地方旋法の即興を複雑に組み合わせた芸術、形式構造である
。西洋の旋法と異なり、ムガム旋法は音階だけでなく、演奏者が即興で奏でる口頭伝達旋律とも組み合わせられる。ムガムは多くのパートから成り、どのムガムを演奏するかは特定の催事に合わせて決められる。劇的な演奏の展開は一般的に高まる緊張と上昇する音程と、演奏者と聞き手の間の詩的音楽意思疎通形式から成る。ムガム演奏の3つの主要教育機関は19世紀末期から20世紀初頭の間にカラバフ、シルヴァン、バクーに開かれた。カラバフのシュシャはこの芸術の街として知られた。アゼルバイジャンの楽器であるバラバンを用いたムガムの短い演奏は、ボイジャーのゴールデンレコードにも世界の音楽の代表として収録されている。2003年にはユネスコが、ムガムを「人類の口承および無形遺産の傑作」として登録した。

## 歴史

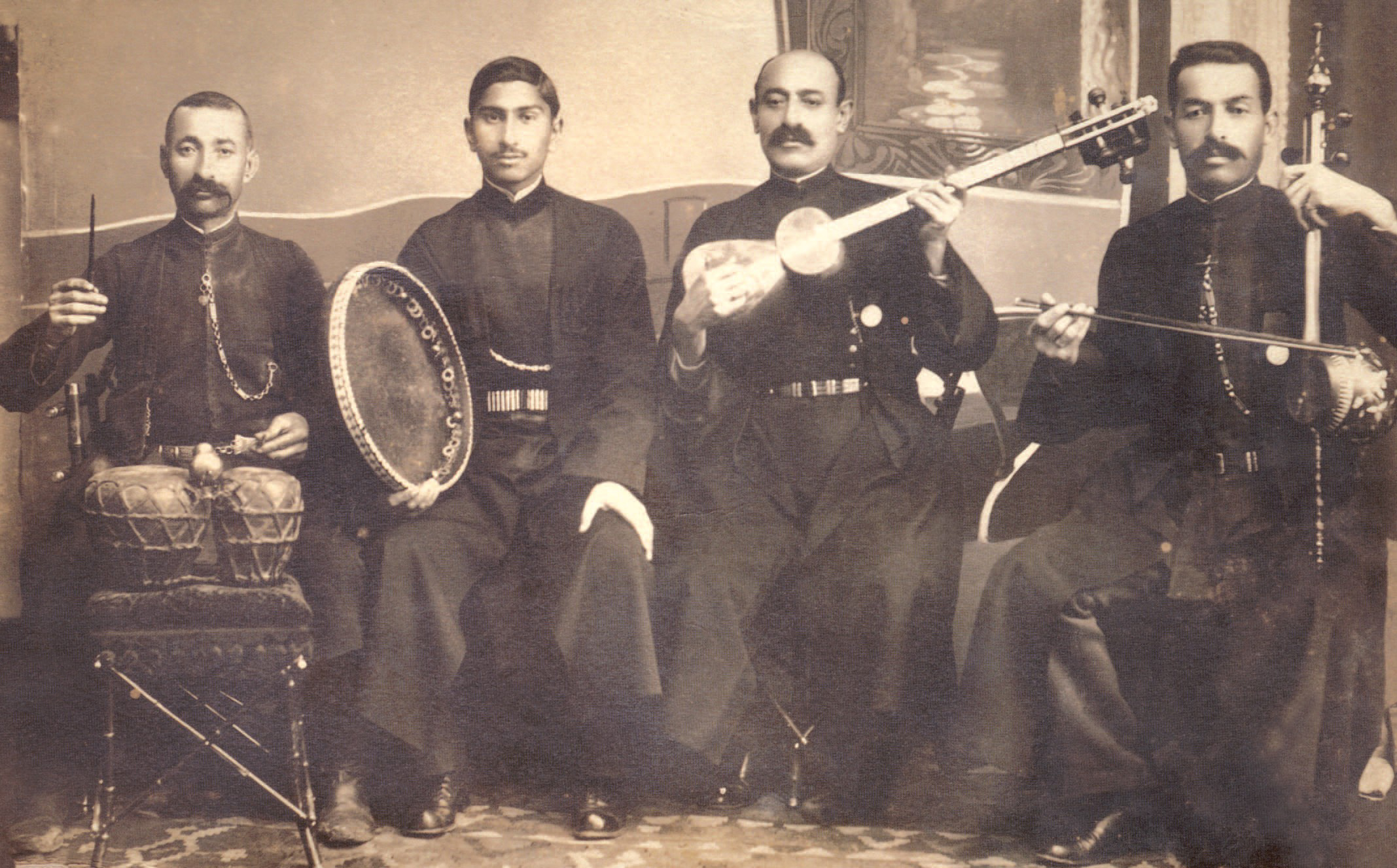
19世紀のセイド・シュシンスキーの合奏団

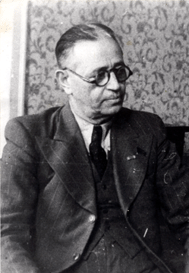
20世紀初頭にアゼルバイジャンの伝統音楽と西洋音楽を融合させた、ウゼイル・ハジベヨフ

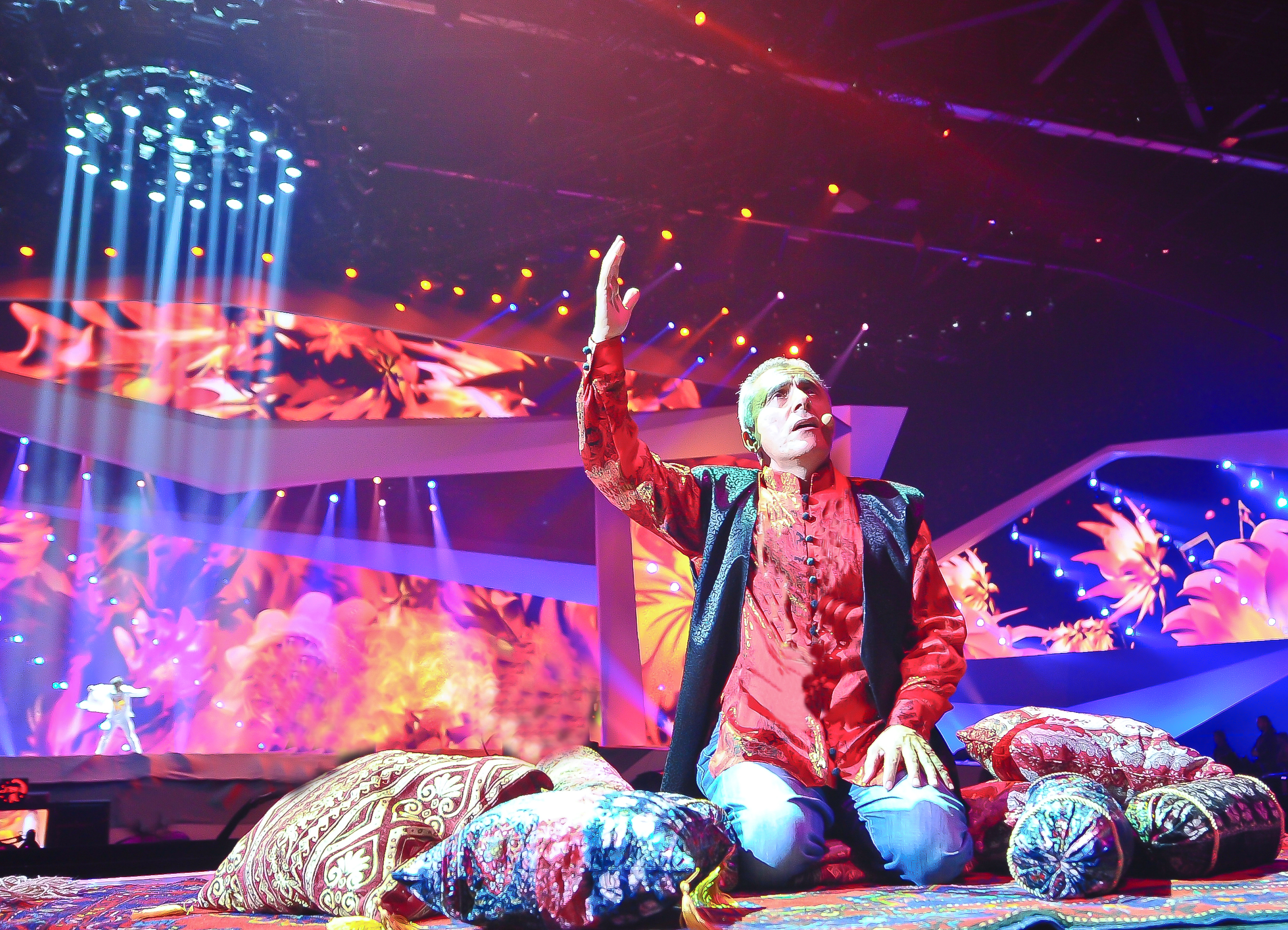
ムガムを演奏するアリム・ガシモフ

長い歴史の中で、アゼルバイジャン人は古代から音楽の伝統を紡いで来た。ムガムは旋法音楽構造に属しており、おそらくはペルシア伝統音楽に由来する。新疆ウイグル自治区のウイグル族はこの音楽を「ムカム」と呼び、ウズベク人やタジク人は maqom（またはshasmaqom）と呼び、アラブ人は「マカーム」と呼び、ペルシア人は「ダストガー」と呼ぶ。メタ民族的なムガムの複雑性は、テュルク系民族の伝統として東洋音楽の中に遍在する「ムガム」や「マカーム」、「ダストガー」などの言葉とともに明らかになった。しかし、ウズベク語の「ムガム」は同じ言葉でもかなり異なる意味を持ち、アラビア伝統古典音楽でも同様である。よって、旋律の終わり方に共通性がみられるとしても、ある文化においてムガムの旋律方式は厳しく制限される一方、他の文化では単なるカデンツァに過ぎないこともある。その他の文化とは特定音階とのみ一致するかも知れない。『ニューヨーク・タイムズ』によると、ムガムは交響曲の長さの組曲で、無計量で律動的、歌唱と楽器、鳴り続ける単音や舞踊調の繰り返しに満ちた音楽である。
ムガムは祈りと子守唄に起源を持ち、そのように母から子へ伝えられる。しかしながらムガムには数百もの種類があり戦争聖歌に似たものまである。16世紀から17世紀にはムガムは専門民謡音楽として宮廷で演じられた。この時期にダストガーがムガムの形を取り始め、タスニフと同様にムガム演奏に新たな色合いが加わった。アゼルバイジャンのムガムの達人が、フズーリー、ハビビ、イスマーイール1世などによって書かれたアルズ・ウェズニ式のガザルを歌った。19世紀にはアゼルバイジャン各地で音楽祭が開かれ、ムガムもそこで演奏された。同時代にはフランスの科学者であるアレクサンドル・デュマ・ペールがシャマヒの式典に出席し、そこで聞いたムガムにとても感動したと旅行記に書いている。アゼルバイジャンで開催されたこのような式典にはカラバフやバクー、タブリーズからもハナンダ（ムガム奏者）が参加し、これは異なる地方の歌が混ざる要因となった。だが、アゼルバイジャンの作曲家はムガムと伝統欧州様式の音楽を混ぜ過ぎた。例えばヴァジフ・アディゴザロフのムガム・オラトリオに『カラバフ・シカスタシ』がある。これらの作品は多くのムガムの概念を具体化したが、伝統的なムガムの形式とは大きく異なる。演奏家の間でも、同じ音楽大学で学びながら練習過程で「古典」と「伝統」の間に厳しい隔たりがあった。
20世紀の初期には、アゼルバイジャン初の国産オペラ『レイリとマジュヌン』（これにより「ムガム・オペラ」という様式が作り出された）を書いたウゼイル・ハジベヨフが、著書『アゼルバイジャン民謡の原則』でムガムの理論を説明した。作曲家のカラ・カラーエフとフィクレト・アミロフ（代表作はシュルを用いた『キュルド・オヴシャリ』）もムガム交響曲を創ることでムガムの発展に大きな貢献をした。ハジババ・ヒュセイノフはムガムの大衆化に大きな役割を果たし、アリム・ガシモフやアガハン・アブドゥッラエフ、ガディル・リュスタモフなどの著名なムガム奏者を育てた。1985年にはアグダムのムガム学校が、合奏団「カラバフ・ナイチンゲールズ」を結成している。
2005年には国際ムガン・センターが大統領のイルハム・アリエフの布告によって設立された。同年8月にはバクー・ブールバールで、大統領と彼の妻であるユネスコ親善大使のメフリバン・アリエヴァ、ユネスコ事務局長の松浦晃一郎によって施設の要石が置かれた。センターは2008年12月27日に開館した。面積は7500平方メートルで、350人収容の演奏会場や録音室、練習室が設置されている。休憩室では有名なムガム演奏家の胸像や豊富な楽器の収蔵物が見られる。

## ムガムの音階
近年、アゼルバイジャン民謡は民謡芸術として注目され始めた。歌と楽器による民謡はポリフォニーの要素を含む。民謡を特徴付ける最たるものは旋法構造の発達である。ムガムには7つの主要旋法があり、シュル、ラスト、セガーの3つが特に有名であり、残り4つがシュシュタル、バヤティ＝シラズ、チャハルガー、ヒュマユンである。また、3つの付帯的旋法として shahnaz, sarendj, chargah がある。以前はそれぞれの旋法が特有の鮮やかな感情的意味を持っていると考えられていた。全ての旋法が強く構成された音階を持っており、安定した主音（マイェ）を持ち、それぞれの旋律機能を持つ。
ザルビ・ムガムは9つの旋法を持つ。カラバフ・シカスタシ、ヘイラティ、アラズバリ、サマイ・シャムス、マンスリッヤ、マニ、オヴシャリ、ヘイダリ、カスマ・シカスタである。

## 分析

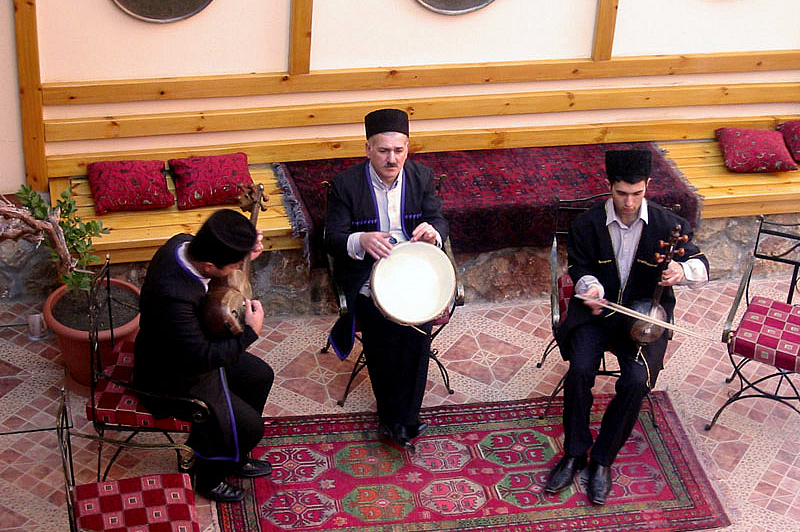
バクーのムガム演奏家たち（左からタル、ダフ、ケマンチェ）

一部の混乱は「ムガム」という言葉が2つの異なる（しかし関連する）意味を持つことから起きる。
アゼルバイジャンの音楽学校は20世紀を通して素晴らしい卒業生を輩出してきた。彼らのうち、レナ・マメドヴァがムガムの哲学的内容を研究し、アゼルバイジャンの「創造的思考方式」と結論付けた。エルハン・ババエフはムガム演奏の律動面について多くを著した。その他にも、アゼルバイジャンの学者たちはハジベヨフのムガム分析を拡張した。
ムガムは西洋音楽の概念からは理解しにくい作曲・演奏の特徴を持っている。例えば、ムガムの作曲は本質的に即興的だが、それと同時にある規則には従う。さらに、狂詩曲的ムガム組曲の場合には即興の概念は正確ではない。これは、演奏家の芸術的想像力はそれぞれの旋法で決まる厳しい基礎と原則に基づくためである。それ故にムガムの演奏は無定形で自発的で衝動的な即興ではない。即興の概念に注目すれば、ムガムはしばしばジャズと関係付けられるが、正確な共通点は少ない。ムガムは広い解釈の余地を持つが、異なるムガムには異なる即興がある事を見落とすがために、ジャズとの共通性が単純化され過ぎている。一部のムガムの演奏は何時間にも及び、初心者にはどこが即興でどこが楽譜通りなのか聴き分ける事はほぼ不可能である。
また、カラエフはムガムが交響楽的特徴を持つと強調した。ムガムの詞はアゼルバイジャンの中世や近代の詩に基づく事が多く、愛は共通の題材であるが、聴き慣れない者にはその複雑さと仄めかしが理解出来ない。例えば、専ら世俗的な愛を歌っていると思いきや、神への神秘的な愛の詩だったということもある。しかし厳密に言えば、ムガムはスーフィズムとは対照的に俗界の音楽や詩である。それにも関わらず、ムガムの作曲はスーフィズムのそれにとても近く、低い段階の気付きから超自然的な神との統合への上昇に注目する。これは神を霊的に探すことである。

## 派生物
ジャズ奏者のヴァギフ・ムスタファ・ザデはムガムをジャズと融合させた。ジャズ・ムガムはムガムの旋法や音階にジャズを乗せたものであり、ムガムに基づいた交響曲のムガム交響曲と似ている。基本的にジャズは決まった律動の上で動く。しかしムガム・ジャズは決まった律動を使用しない。律動も音階も即興である。近年ではアメリカやオーストラリア、日本などでジャズ・ムガムが興味を集めている。2001年にはアメリカのジェフ・バックリィが、フランスの「聖音楽祭」でアリム・ガシモフと "What Will You Say" を合奏した。

## 文化的側面

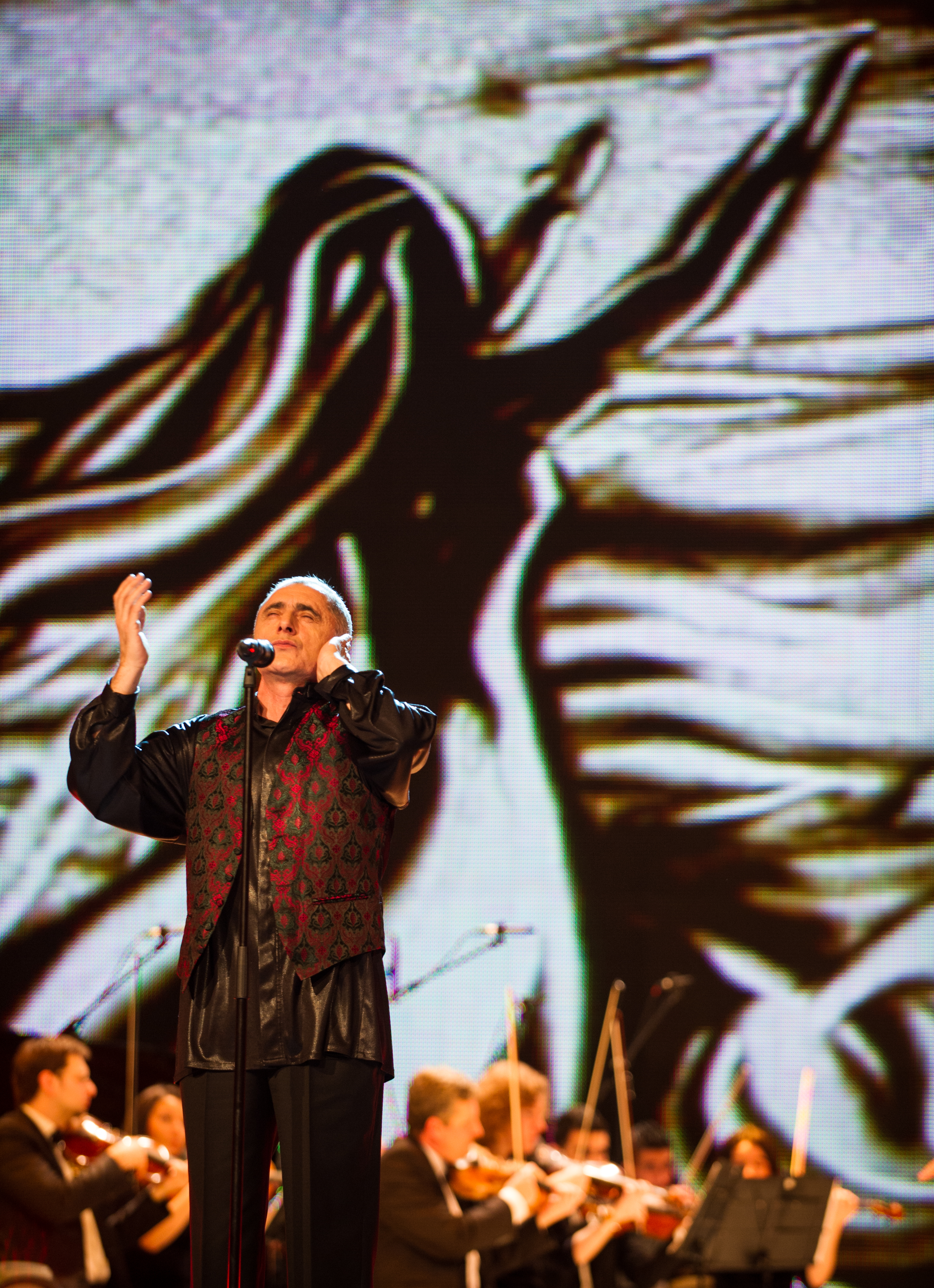
ユーロビジョン・ソング・コンテスト2012の準決勝で歌うガシモフ

2003年、ユネスコはムガムの伝統や豊かさ、文化的特徴を国内・国際両面で認識し、「人類の口承及び無形遺産の傑作」に指定した。アゼルバイジャンの古典音楽であることを考えると、ムガムは大きな即興性と人気の物語や地方の旋律が特徴の伝統的音楽である。
2004年には大統領夫人のメフリバン・アリエヴァがユネスコの口承・音楽伝統親善大使に任命された。ユネスコ事務局長が2005年8月にアゼルバイジャンを公式訪問した際には、大統領と数人の親善大使が国際ムガム・センターの落成式に参加した。2009年からは「ムガムの世界」国際フェスティバルが、世界中の著名な演奏家を集めて開催されている。
しかし、近年の文化革命はムガムの耳から耳へ伝える即興性を脅かしている。ユーロビジョン・ソング・コンテスト2012ではアゼルバイジャンは地方の伝統を避け、明らかに欧州様式の大衆歌謡曲である「ホエン・ザ・ミュージック・ダイズ」をサビナ・ババイェヴァがムガム界の重鎮であるガシモフと共演した。

## 社会的側面
ムガムの強い人気は国際社会にまでおよんだ。多くのムガム演奏者は愛国的で強固な人格者であり、これはナゴルノ・カラバフ戦争中には痛みと希望の象徴とされ人気を呼んだ。ムガムはアゼルバイジャンで長らく奏でられ続けており、政治や社会、経済の状況に関わらず保護されてきた。ムガムの達人たちはその伝承に大きな役割を果たしている。

## 有名な人物

### 演者
- アフメド・アグダムスキ（ロシア語版）
- ジャナリ・アクバロフ
- グル・アスガロフ
- マラックハニム・アッユボヴァ
- アガハン・アブドゥッラエフ
- シャキリ・アラスガル
- サキナ・イスマイロヴァ
- テュケズバン・イスマイロヴァ
- マンスム・イブラヒモフ（英語版）
- アリム・ガシモフ（英語版）
- タラート・ガシモフ
- ファルガナ・ガシモヴァ（英語版）
- サラ・ガディモヴァ
- ジャッバル・ガリャーディオウル（ロシア語版）
- ガンダブ・グリエヴァ
- ザヒド・グリエフ

- セイド・シュシンスキー（英語版）
- ハン・シュシンスキー（英語版）
- ムサ・シュシンスキー
- バスティ・セヴディエヴァ
- ナザケトゥ・テイムロヴァ
- ザビト・ナビザデ
- アリフ・ババエフ
- ハジババ・ヒュセイノフ
- ビュルビュルジャン（ロシア語版）
- ケチャチ＝オウル・マハンマト
- アリババ・マンマドフ
- サハヴァト・マンマドフ
- ナザカト・マンマドヴァ
- ヤグヴ・マンマドフ
- ルババ・ムラドヴァ（英語版）
- ガディル・リュスタモフ

### 作曲家
- エルヌル・アフマドフ
- ハビル・アリエフ（英語版）
- フィルズ・アリエフ
- サディグジャン（ロシア語版）
- カミル・ジャリロフ（英語版）

- エルチン・ハシモフ
- グルバン・ピリモフ（英語版）
- バフラム・マンスロフ（英語版）
- マンスル・マンスロフ
- マザヒル・マンマドフ